# Division One 1997
Die Division One 1997 war die zweite Saison der zweiten englischen Rugby-League-Liga. Den ersten Tabellenplatz nach Ende der regulären Saison belegten die Hull Sharks, die im Finale 0:18 gegen die Huddersfield Giants verloren. Beide stiegen in die Super League auf.

## Tabelle
|     | Team                       | Spiele | Siege | Unent. | Ndlg. | Spiel- punkte | Diff. | Tabellen- punkte |
| --- | -------------------------- | ------ | ----- | ------ | ----- | ------------- | ----- | ---------------- |
| 01. | Hull Sharks                | 20     | 18    | 1      | 1     | 617:228       | + 389 | 37               |
| 02. | Huddersfield Giants        | 20     | 16    | 0      | 4     | 630:320       | + 310 | 32               |
| 03. | Keighley Cougars           | 20     | 11    | 1      | 8     | 428:332       | + 96  | 23               |
| 04. | Whitehaven Warriors        | 20     | 11    | 1      | 8     | 436:398       | + 38  | 23               |
| 05. | Wakefield Trinity Wildcats | 20     | 9     | 1      | 10    | 393:419       | - 26  | 19               |
| 06. | Dewsbury Rams              | 20     | 9     | 0      | 11    | 341:455       | - 114 | 18               |
| 07. | Featherstone Rovers        | 20     | 8     | 1      | 11    | 408:395       | + 13  | 17               |
| 08. | Hull Kingston Rovers       | 20     | 8     | 1      | 11    | 440:481       | − 41  | 17               |
| 09. | Swinton Lions              | 20     | 7     | 0      | 13    | 355:488       | - 133 | 14               |
| 10. | Widnes Vikings             | 20     | 6     | 0      | 14    | 282:579       | − 297 | 12               |
| 11. | Workington Town            | 20     | 4     | 0      | 16    | 320:555       | − 235 | 8                |

## Finale
| 28. September | Huddersfield Giants | 18 : 0 | Hull Sharks | Old Trafford, Trafford Schiedsrichter: John Connolly |
| 28. September | (6:0) Bericht       |        |             | Old Trafford, Trafford Schiedsrichter: John Connolly |